# Raskasta Joulua
Raskasta Joulua («Тяжёлое Рождество») — финский музыкальный проект, исполняющий традиционные рождественские песни в металл-обработке. Большинство песен исполняется на финском языке, некоторые — на английском и шведском. Группа ежегодно выступает с масштабным рождественским туром по всей Финляндии.
Проект был основан финским гитаристом, композитором и продюсером Эркка Корхоненом в 2004 году: «Традиция в Рождество исполнять специальные праздничные песни была в Финляндии всегда, но в настоящее время у нас в стране уже два поколения людей выросли на рок-музыке, поэтому, наверное, настала пора тяжёлых версий. Многие финские рождественские песни довольно мрачные и меланхоличные по сравнению с традиционными англо-саксонскими, так что они невероятно хорошо подходят для более тяжёлой интерпретации».
За время своего существования группа выпустила 8 альбомов. В проекте принимают участие многие известные вокалисты, среди которых Марко Хиетала, Тони Какко, Ари Койвунен, Юха-Пекка Леппялуото, Яркко Ахола, Паси Рантанен, Флор Янсен, Элиз Рид и др.

## Дискография
- 2004 — Raskasta joulua
- 2006 — Raskaampaa joulua
- 2013 — Raskasta joulua
- 2014 — Ragnarok Juletide
- 2014 — Raskasta joulua 2
- 2015 — Tulkoon joulu — akustisesti
- 2017 — Raskasta joulua IV
- 2019 — Raskasta iskelmää
- 2022 — Viides Adventti